# Empire (Colorado)
Empire é uma cidade  localizada no estado americano de Colorado, no Condado de Clear Creek.

## Demografia
Segundo o censo americano de 2000, a sua população era de 355 habitantes.
Em 2006, foi estimada uma população de 335, um decréscimo de 20 (-5.6%).

## Geografia
De acordo com o United States Census Bureau tem uma área de
0,7 km², dos quais 0,7 km² cobertos por terra e 0,0 km² cobertos por água. Empire localiza-se a aproximadamente 3212 m acima do nível do mar.

## Localidades na vizinhança
O diagrama seguinte representa as localidades num raio de 16 km ao redor de Empire.